# Lijst van Amerikaanse politieke partijen
In de Verenigde Staten van Amerika beheersen sinds het midden van de negentiende eeuw twee partijen het politieke leven: de Democratische Partij en de Republikeinse Partij. Echter, de Verenigde Staten kent ook vele zogenaamde derde partijen en overige kleinere partijen. De derde partijen onderscheiden zich van de kleinere partijen omdat zij bij de presidentsverkiezingen in genoeg staten op het stembiljet staan om theoretisch te kunnen winnen. Op lokaal niveau weten deze partijen soms kandidaten verkozen te krijgen.

## Grote partijen
| Partij | Partij                 | Oprichting | Ideologie                       | Positie                        | Presidentsverkiezingen (popular vote, 2020) | Zetels in het Congres (2023) | Zetels in het Congres (2023) |
| Partij | Partij                 | Oprichting | Ideologie                       | Positie                        | Presidentsverkiezingen (popular vote, 2020) | Huis van Afgevaardigden      | Senaat                       |
| ------ | ---------------------- | ---------- | ------------------------------- | ------------------------------ | ------------------------------------------- | ---------------------------- | ---------------------------- |
|        | Democratic Party       | 1828       | Modern liberalisme (Amerikaans) | Centrumlinks tot centrumrechts | (51%)                                       | 218 / 435(50%)               | 48 / 100(48%)                |
|        | Republican Party (GOP) | 1854       | Conservatisme                   | Rechts tot extreemrechts       | (47%)                                       | 222 / 435(51%)               | 49 / 100(49%)                |

## Derde partijen
| Partij | Partij                             | Oprichting | Ideologie                 | Positie                  | Presidentsverkiezingen (popular vote, 2020) | Vertegenwoordiging |
| ------ | ---------------------------------- | ---------- | ------------------------- | ------------------------ | ------------------------------------------- | ------------------ |
|        | Libertarian Party                  | 1971       | Libertarisme (Amerikaans) | Rechts                   | (1%)                                        | 1 staatssenator    |
|        | Green Party                        | 2001       | Ecosocialisme             | Links                    | (0.3%)                                      |                    |
|        | Alliance Party                     | 2019       | Anticorruptie             | Centrum                  | (0.06%)                                     |                    |
|        | Party for Socialism and Liberation | 2004       | Communisme                | Extreemlinks             | (0.05%)                                     |                    |
|        | Constitution Party                 | 1990/1999  | Paleoconservatisme        | Rechts tot extreemrechts | (0.04%)                                     |                    |

### Kleine derde partijen

#### Landelijke rechtse partijen
- America's First Party (2002)
- America's Independent Party (2008)
- The American Party (1969)
- Independent American Party (1998)
- Prohibition Party (1869)[5]

Rechtse partijen alleen actief in afzonderlijke staten

- Conservative Party of New York (1962)
- Constitution Party of Montana (1995)[6]
- Constitution Party of Oregon (2000)[7]
- New Jersey Conservative Party (1992)
- New York State Right to Life Party (1970)

#### Landelijke centrumpartijen
- Centrist Party (2006)
- Independence Party of America (2007)
- Modern Whig Party (2008)
- Reform Party USA (1995)
- Boston Tea Party (2006)
- Jefferson Republican Party (2006)
- Alaskan Independence Party (1974)
- Personal Choice Party (2004)
- Florida TEA Party (2009)

Centrumpartijen alleen actief in afzonderlijke staten

- United States Moderate Party (IL) (2005)
- Republican Moderate Party of Alaska (1986)
- Independence Party Minnesota (1992)

#### Landelijke linkse partijen
- Working Families Party (1998)
- The New Party (1992-1998)
- Labor Party (1996)
- Socialist Party USA (1973)
- Communist Party USA (1919)
- Socialist Labor Party of the United States (1876)[8]
- Party for Socialism and Liberation (2004)
- Progressive Labor Party USA (1961/1965)
- Socialist Equality Party (1966)
- Socialsit Workers Party (1938)
- World Socialist Party of the United States (1916)
- Workers Party, USA (2007)
- Workers World Party (1959)

Linkse partijen alleen actief in afzonderlijke staten

- Liberal Party of New York (1944)
- Vermont Progressive Party (1999)
- Liberal Union Party (VT) (1970)
- Peace and Freedom Party (CA) (1967)

## Politieke partij opPuerto Rico
- Partido Independentista Puertorriqueño (Puerto Ricaanse Onafhankelijkheidspartij) (1946)
- Partido Nuevo Progresista de Puerto Rico (Nieuwe Progressieve Partij van Puerto Rico) (1967)
- Popular Democrático de Puerto Rico (Volksdemocratische Partij van Puerto Rico) (1938)

## Historische partijen
- Federalist Party (ca. 1789 - ca. 1820)
- Democratic-Republican Party (1792 - ca. 1824)
- Anti-Masonic Party (1826 – 1838)
- National Republican Party (1829 - 1833)
- Nullifier Party (1830 - 1839)
- Whig Party (1833 - 1856)
- Liberty Party (1840 - 1848)
- Law and Order Party of Rhode Island (1840)
- Free Soil Party (1848 - 1855)
- Constitutional Union Party (1860)
- Anti-Nebraska Party (1854)
- American Republican Party (1843 - 1854)
- American Party (“Know-Nothings”) (ca. 1854 - 1858)
- Opposition Party (1854 - 1858)
- National Union Party (1864 - 1868)
- Readjuster Party (1870 - 1885)
- Liberal Republican Party (1872)
- Greenback Party (1874 - 1884)
- Anti-Monopoly Party (1884)
- Populist Party (1892 - 1908)
- Silver Party (1892–1902)
- National Democratic Party (1896 - 1900)
- Silver Republican Party (1896 - 1900)
- Social Democratic Party (1900 - 1901)
- Home Rule Party of Hawaii (1900 bis 1912)
- Socialist Party of America (1901 - 1973)
- Progressive Party 1912 (“Bull Moose Party”) (1912 - 1914)
- National Woman’s Party (1913 - 1930)
- Farmer-Labor Party (1918 - 1944)
- Progressieve Partij (1924)
- Communist League of America (1928 - 1934)
- American Workers Party (1933 - 1934)
- Workers Party of the United States (1934 bis 1938)
- Union Party (1936)
- American Labor Party (1936 - 1956)
- America First Party (1944) (1944 - 1996)
- States’ Rights Democratic Party (“Dixiecrats”) (1948)
- Progressieve Partij (1948 - 1955)
- Vegetarian Party (1948 - 1964)
- Constitution Party (1952 - 1968?)
- American Nazi Party (1959 - 1967)
- Puerto Rican Socialist Party (1959 - 1993)
- Mississippi Freedom Democratic Party (1964)
- Communist Workers Party (1969 - 1985)
- People’s Party (1971 - 1976)
- U.S. Labor Party (1975 - 1979)
- Concerned Citizens Party (1975 - 1992)
- Citizens Party (1979 - 1984)
- New Alliance Party (1979 - 1992)
- Populist Party (1984 - 1994)
- Looking Back Party (1984 - 1996)
- Grassroots Party (1986 - 2004)
- Independent Party of Utah (1988 - 1996)
- Green Party USA (1991 - 2005)
- New Party (1992 - 1998)
- Natural Law Party (1992 – 2004)
- Mountain Party (2000 - 2007)